# Argyria pictella
Argyria pictella là một loài bướm đêm trong họ Crambidae.